# Toons Mag
Toons Mag es una revista de caricaturas y una plataforma internacional para la publicación de caricaturas editoriales, cómics, caricaturas, ilustraciones y noticias relacionadas. Es una publicación políglota y organizadora de concursos y exposiciones internacionales de caricaturas. Fue fundada en 2009 por el dibujante Arifur Rahman, establecido en Drøbak, Noruega.

## Fundador y breve historia
En 2007, el dibujante Arifur Rahman comienza a dibujar para una revista satírica de Bangladés llamada Alpin. Fue una divertida publicación suplementaria de Prothom Alo.
En Alpin, una de sus caricaturas hizo una broma sobre la incorporación de “Mohammad” al comienzo del nombre de una persona. La caricatura culmina con un niño que presenta a su gato como “Gato Mohammad”. La caricatura, que se publicó durante la festividad islámica del Ramadán, inició protestas en Bangladés y llevó al arresto de Arifur Rahman.
El 18 de septiembre, Alpin fue prohibida permanentemente y el editor de Alpin fue suspendido. Los editores de los periódicos de Bangladés tomaron la decisión de nunca más publicar sus caricaturas en el futuro. En la prisión, Arifur Rahman deseó que cuando fuese libre, comenzara una revista como Alpin. Pasados seis meses y dos días en prisión por “herir sentimientos religiosos”, fue liberado pero no pudo publicar su trabajo.
Un año después, algunos periódicos publicaron sus caricaturas, pero todos ellos las publicaron de manera anónima. Arifur Rahman no estaba feliz de publicar sus dibujos de forma anónima. Siempre desea publicar su caricatura con su propio nombre. Entonces, trató de comenzar una revista de caricaturas impresa pero no tenía el dinero suficiente. Así que decidió publicar en Internet, una forma barata y fácil de obtener una audiencia global. En el año 2009 inició “Revista de Caricaturas en Línea Toons Mag”.

### Reconocimiento
En 2015, Toons Mag Bengali gana el premio “Lo mejor del activismo en línea” en la categoría elegida por las personas de Deutsche Welle, Alemania.
Toons Mag promueve la libertad de expresión a través de la publicación de caricaturas, cómics, caricaturas y artículos. Publicando en inglés, bengalí, árabe, español e hindi.

## Concurso de Caricaturas y Exposiciones
Desde 2015, Toons Mag organiza el Concurso Internacional de Caricaturas y Exposiciones para apoyar los Derechos del Niño, los Derechos de las Mujeres, la Libertad de Expresión, la Igualdad de Género y la Igualdad de Derechos. 

### 2015: Niños en guerra
Fue una exposición itinerante internacional, el enfoque fue el de los niños de la situación en la guerra y en las zonas de conflicto como Siria, Yemen, Afganistán, Irak, etc. 128 suscriptores de 51 países han contribuido a la exposición con sus dibujos. La exposición fue inaugurada por el Obispo en el castillo de Atle Sommerfeldt en Avistegnernes Casa, Drøbak. Después de la exposición se exhibió en Oslo, Nesodden, Bergen, Stavanger, Haugesund, Kristiansand y en Norrköping en Suecia. El proyecto fue apoyado por el Fritt Ord fundación.

### 2016: Derechos de las mujeres
El concurso de dibujos animados fue organizado por Arifur Rahman y Toons Mag recibió 1625 dibujos de 567 dibujantes de 79 países diferentes. Una selección está representada en las exposiciones sobre los derechos de las mujeres, que se inauguran en Drøbak, Bangalore y Uttar Pradesh para el Día Internacional de la Mujer, 8 de marzo de 2016. Los dibujos en las exposiciones tratan sobre los derechos y limitaciones de las mujeres; la falta de educación, matrimonio forzado, mutilación genital femenina, violencia, discriminación, protección legal y carga de trabajo. El 10 de diciembre de 2016 se exhibió en la Galería Brain Sneezing en el Prešov Wave Club de Eslovaquia. 
El evento contó con el apoyo de la Galería de Caricaturistas Noruegos, Fritt Ord, el Instituto Indio de Dibujantes, la Galería Brain Sneezing, el club Prešov Wave, los fondos del EEE y la República Eslovaca. 
12 de 567 dibujantes ganaron el premio.

### 2017: Libertad de expresión
Esta exposición se ha realizado en colaboración con el dibujante Arifur Rahman de Bangladés, quien ha sido víctima de torturas y encarcelamientos por sus dibujos. 518 dibujantes de 83 países participaron con 1556 caricaturas.
La inauguración de la exposición se llevó a cabo en tres países. En la Galería de Caricaturistas Noruegos (Avistegnernes Hus), Per Edgard Kokkvold, escritor y presidente del Consejo de Radiodifusión de Noruega, el exeditor del periódico, el secretario general de la Asociación de la Prensa Noruega y el líder de la Comisión de Quejas de la Prensa inauguraron la exposición, y en el Festival de Literatura de Noruega en Lillehammer. En el Instituto Indio de Caricaturistas en Bangalore, India, la Dra. Sathyabhama Badhreenath, Directora de la Galería Nacional de Arte Moderno, inauguró la exposición.
En Kýchanie mozgu – Galería Brain Sneezing, Prešov, Eslovaquia, también en la Embajada de Eslovaquia en Oslo, Noruega. El evento contó con el apoyo de la Galería de Caricaturistas Noruegos, Fritt Ord, Festival de Literatura de Noruega en Lillehammer, Brain Sneezing Gallery, Prešov e Indian Institute of the cartoonist. Posteriormente, se expuso en Eidsvall.
12 dibujantes de un total de 518  ganaron el premio.